# Hongren (peintre)
Hongren, Hong Ren, Hong-Jen ou Hung-Jēn, surnom:Jian-Jiang, nom de pinceau: Meihua guna, nom de moine: Jiang Tao ou Jiang fang, né vers 1610, originaire de Shexian, dans la province de l'Anhui, mort en 1663 ou 64. Chinois. Peintre de paysages. Dessinateur.

## Début de la Dynastie desQing

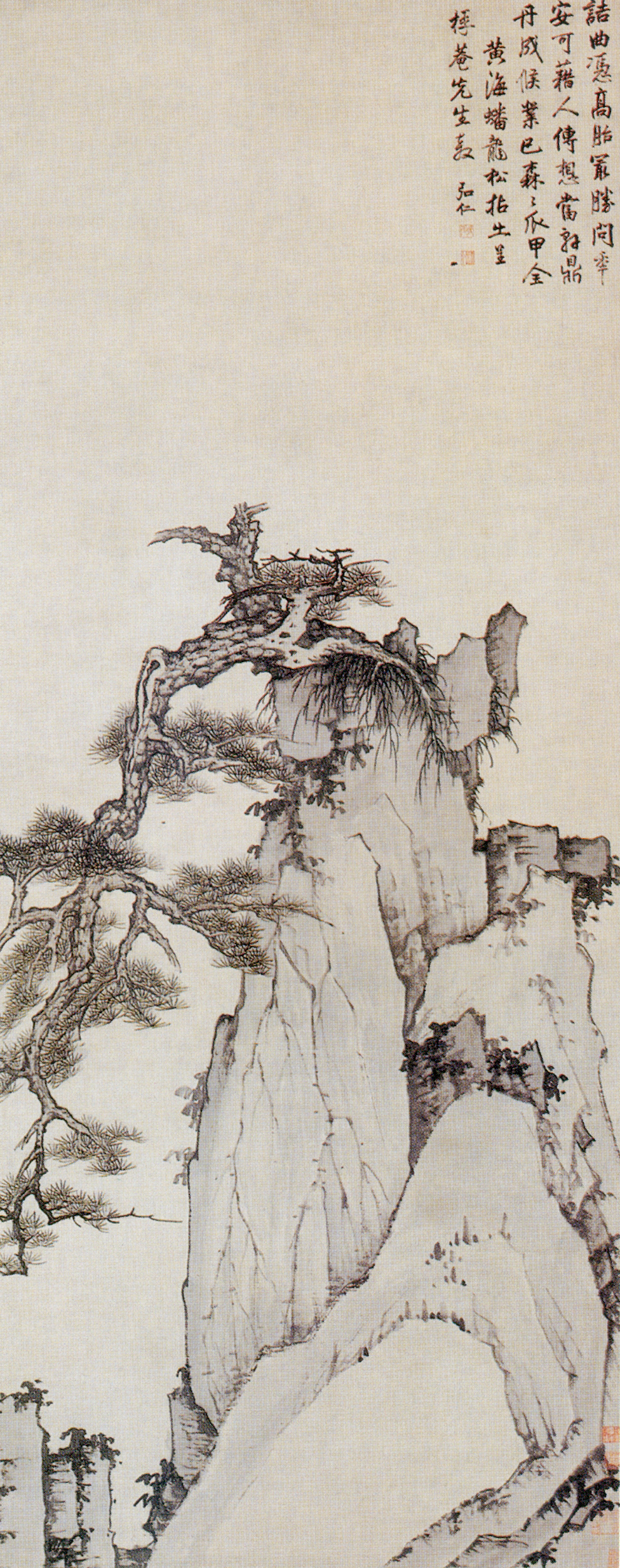
Hongren, XVIIe siècle. Pin dragon sur le mont Huang. Rouleau suspendu, encre sur papier, H. 193.7 cm. Metropolitan Museum of Art

À la suite de la défaite des dernières forces Ming par les Mandchous, beaucoup de lettrés cherchent refuge dans la religion et se font moine Bouddhiste. La nostalgie du régime déchu a un impact important non seulement sur l'histoire de la Chine mais aussi sur le développement de l'art chinois. C'est le cas dans la peinture de paysage en Chine, qui devient pour les artistes un moyen d'exprimer leur profond mécontentement vis-à-vis de leur nouveau monde.
En peignant des images qui évoquent subtilement la nation Ming déchue, ces artistes peuvent dévoiler leur insatisfaction des Qing. En représentant des images noires et sombres de montagnes et de vallées, ils peuvent suggérer la mélancolie et le regret. En montrant les arbres qui poussaient sens dessus dessouset des falaises suspendues dans les airs, ils peuvent sous entendre que le monde dans lequel ils vivent marche sur la tête.

## Biographie
Dong se réfère à Huang Gongwang dans une de ses inscriptions. Hongren s'inspire plutôt de Ni Zan. Il a pour nom de famille Jiang et pour prénom, Tao ou Fan. Il perd son père très jeune, et se met à peindre pour soutenir sa mère. Aucune œuvre de jeunesse ne s'est cependant conservée. Il obtient le grade de premier degré à la fin des Ming. Mais quand la dynastie tombe, il se fait moine. D'après Zhang Geng, l'auteur d'un traité solide sur la peinture, il est habile en poésie, en littérature et dans les peintures de paysages.
On le considère comme l'un des «Huit maîtres du Anhui» (province de l'embouchure du Fleuve bleu, groupe régional dont les sujets et, dans une certaine mesure le style, semblent implantés dans la géographie physique même de leur contrée. Ce qui reste de lui date de la fin de sa vie. Les critiques rattachent souvent ses paysages au style de Ni Zan et dans plusieurs de ses inscriptions, Hongren se prévaut lui-même de cette parenté. Mais le style de sa maturité emprunte si peu  au style de Ni Zan et fait preuve d'une telle originalité que l'on ne peut plus y voir qu'un goût commun.

### Les Quatre Grands Moines Peintres
Les quatre grands moines peintres, Hongren, Kun Can (1612-1674), Bada Sharen et Shitao, vivent approximativement à la même époque; tous assistent à la chute des Ming, Kun Can seul, reste loyal à la dynastie déchue. Hongren, Bada Sharen et Shitao se sont faits moines pour  fuir le gouvernement étranger des Mandchous.
Hongren nait à Shexian, dans la province de l'Anhui. Se détournant du monde, il se fait disciple du religieux Guhang et devient lui-même  moine bouddhiste en 1646, quand il prend conscience qu'une restauration des Ming est sans espoir. Il vit retiré dans les monts Huang et Yandang, où il s'occupe à peindre. Les montagnes et cours d'eau deviennent ses seuls compagnons, et sa peinture reflète la compréhension qu'il en avait, sa tentative de représenter leur apparence véritable.
À sa mort, ses amis et élèves l'enterrent au pied du pic Piyun, sur le mont Huang. Comme il aimait les fleurs de prunier, ils plantent plusieurs douzaines de ces arbres autour de sa tombe. Peints avec des traits parcimonieux mais hautement raffinés, les paysages de Hongren reflètent l'influence stylistique du peintre Ni Zan, de la dynastie des Yuan, mais Hongren s'en distingue par son habileté à donner de la vie à ses rochers et à ses arbres.
De façon curieuse, Ni Zan, qui n'est pas moine, semble incarner dans ses tableaux l'idée de détachement prônée par le bouddhisme chan. De son côté, le moine Hongren révèle à travers ses peintures son lien passionné avec la vie; on peut penser que son entrée dans les ordres n'est pas d'un simple choix religieux.
La plupart des peintures de Hongren présentent les mêmes motifs paysagers très construits, des motifs qui, bien que s'inspirant des maîtres du passé, sont distillés à l'intérieur d'un monde pur, onirique, divorcé d'avec la réalité, en l'occurrence,  la tourmente du présent. Ce monde nettoyé, presque assaini, peut être lu comme un témoignage  fondamental de la personnalité de Hongren et de sa loyauté envers le passé: les rythmes paisibles  et le rappel sensible aux maîtres du passé évoquent un monde de solidité et de constance, qui suggère sa loyauté à la dynastie déchue.

### Peintres de l'Anhui
Pendant l'époque de transition entre deux régimes, celui d'une dynastie nationale et celui des Mandchous, le foyer de l'activité artistique est le Sud. Xinan au Anhui voit naître des peintres très différents par l'esprit et le style. Hongren, le plus grand d'entre eux, est le fondateur d'une école désignée sous le nom de sa ville natale. Un trait est commun à tous les artistes de l'école de Xinan: l'empreinte des paysages fantastiques des montagnes jaune sur les spectacles représentés.
Pour peindre ces façades rocheuses, ces pics en aiguilles, cette architecture de pierre nue, à peine adoucie par des pins en bouquet, il faut faire appel au graphisme structural de Dong Qichang. On retrouve dans Venue de l'automne par Hongren le puissant dépouillement de l'une des œuvres maîtresses de Dong, Habiter dans les monts Qingbian.

## Musées
- Boston (Mus. of Fine Arts):
  - Vues du lac Zhiyang et du lac de l'Ouest, signé et daté 1663, encre et couleur légères sur papier, rouleau en longueur.
- Honolulu: (Acad. of Art):
  - La venue de l'automne, encre sur papier, rouleau en hauteur, signé, un sceau du peintre et deux sceaux de collection.
- Paris Mus. Guimet:
  - Arbres sous le givre, signé et daté 1658, encre sur papier, inscription.
- Pékin (Mus. du Palais):
  - Paysage, d'après Ni Zan, poème du peintre daté 1660.
- Stockholm (Nat. Mus.):
  - Vaste panorama de collines et de rivières, couleurs légères, long rouleau en longueur, inscription signée et datée 1661.
  - Ferme au pied des montagnes rocheuses, d'après l'inscription, œuvre peinte pour son ami Shi An.